# 阿善提黃金體育會
阿善提黃金體育會（Ashanti Gold Sporting Club）是位于加纳奥布阿西的职业足球俱乐部。

## 球队荣誉
- 加纳足球甲级联赛: 3次

1993/94, 1994/95, 1995/96
- 加纳足协杯: 1次

1992/93
- 加纳Telecom赛事: 1次

1995/96
- 非洲冠军联赛
  - 亚军: 1997